# Aspalathus
Aspalathus es un género de plantas con flores  perteneciente a la familia Fabaceae. La especie Aspalathus linearis se usa para hacer el té de Rooibos.  Comprende 490 especies descritas y de estas, solo 268 aceptadas.

## Taxonomía
El género fue descrito por Carlos Linneo y publicado en Species Plantarum 2: 711. 1753. La especie tipo es: Aspalathus chenopoda L. 

## Especies seleccionadas
- Aspalathus abietina
- Aspalathus acanthes
- Aspalathus acanthiloba
- Aspalathus acanthoclada
- Aspalathus acanthophylla
- Aspalathus acicularis
- Aspalathus acidota
- Aspalathus acifera
- Aspalathus cordata - Té del Cabo de Buena Esperanza[4]
- Aspalathus linearis